# Афрахат
Афрахат (Афраатос) (сир. ܐܦܪܗܛ Ap̄rahaṭ, араб. أفراهاط الحكيم, перс. فرهاد, дав.-гр. Ἀφραάτης, лат. Aphraates) (бл. 280 року — бл. 345 року) — християнський письменник, сірієць. Діяв на території Сасанидської імперії в IV столітті. Він склав серію з двадцяти трьох проповідей (інколи використовується назва «Демонстрації»), щодо питань християнської доктрини та практики. Усі на цей час відомі його твори написані ним в останні роки життя. Він був аскетом і дотримувався целібату, а також скоріше за все належав до тих кого називали «синами завіту» (рання сирійська форма спільного чернецтва). Ймовірно згодом став єпископом. Пізніша сирійська традиція стверджує що він очолив монастир Мар Маттай поблизу Мосула (території нинішнього Північного Іраку). З його творів можна дізнатися про труднощі ранньої християнської церкви за східними кордонами Римської імперії. Афрахат носить титул перського мудреця (сир. ܚܟܝܡܐ ܦܪܣܝܐ, Ḥakkimā Pārsāyā).

## Життя, історія та ідентифікація
Афрахат народився близько 280 року поблизу кордону з римською Сирією в неоперському Ірані, під час правління імператора Шапура II. Ім'я Афрахат є сирійським варіантом перського імені Фрахат, що є сучасним перським Фархад (فرهاد). За походженням був перським євреєм. Хоча є й версія що він походить з язичницької родини і в якийсь момент був навернений у віру, проте це більш схоже на пізніші припущення. Афрахат при хрещенні прийняв ім’я Яків, тому його вже за часів Геннадія Массілійського (тобто до 496 року) плутали з Яковом Нізібійським, і під цим іменем була опублікована стародавня вірменська версія дев’ятнадцяти «демонстрацій». Однак їх ретельне вивчення унеможливилоє таку ідентифікацію. Афрахат, будучи перським підданим, не міг жити в Нісібісі, який став перським лише за договором імператора Ювіана від 363 року. Крім того, Яків Нізібійський, який був учасником Першого Нікейського собору, помер у 338 році. А, судячи з внутрішніх свідчень досліджуваних творів, їх автор ймовірно був свідком перших гонінь на християн здійснених Шапуром II на початку 340-х років. Переслідування виникли через політичну напруженість між Римом і Персією, зокрема через проголошення Костянтином Великим християнства офіційною релігією Римської імперії. Можливо, Шапур занепокоївся тим, що сирійські та вірменські християни його імперії будуть таємно підтримувати Рим. У творах Афрахата є елементи, які демонструють велику пасторську турботу за ввірених йому людей, що опинилися серед цих потрясінь.
Під іменем Афрахат він почав згадуватися уже у порівняно пізніх письменників, таких як Бар Бахлул (X століття), Ілія з Нісібіса (XI століття), Бар Гебрей і Абдішо бар Беріка. Його описують як досить помітного представника християнської церкви Перської імперії у першій половині IV століття. Георгій, єпископ арабів, у 714 році пишучи своєму другу, який надіслав йому серію запитань про «перського мудреця», зізнається, що не знає його імені, дому та звання, але стверджує, аналізуючи його твори, що той був ченцем, і високо шанувався в духовенстві. Той факт, що в 344 році він був обраний для складання циркулярного листа від ради єпископів та іншого духовенства до церков Ктесифона і Селевкії та інших місць (який згодом став 14-ю Демонстрацією), вважається Вільямом Райтом та багатьма іншими, доказом, що Афрахаат був єпископом. Згідно з приміткою на полях у рукописі XIV століття (BM Orient. 1017), він був «єпископом Мар Маттаї», відомого монастиря поблизу Мосула, але мало ймовірно, що ця установа існувала так рано.

## "Демонстрації"
Роботи Афрахата загалом називаються «Демонстраціями», від ідентичного першого слова в кожній із їхніх назв (сир. ܬܚܘܝܬܐ, taḥwîṯâ). Іноді їх також називають «проповідями». Всього відомо двадцять три Демонстрації. Кожен твір стосується окремого доктринального або практичного питання, і є пастирською проповіддю чи викладом. За словами Френсіса Кроуфорда Беркіта, ці праці мають на меті сформувати «повний та впорядкований виклад християнської віри». Це точка зору сирійської церкви, до того, як її торкнулися аріанські суперечки. Починаючи з віри, як основи, письменник приступає до розбудови структури вчення та служіння.
«Демонстрації» — прозові твори, але часто Афрахат використовує поетичні ритми і образи у своєму письмі. Кожна з перших двадцяти двох Демонстрацій починається з відповідної за порядком літери сирійського алфавіту (яких також двадцять дві). Ці праці складалися не всі одночасно, а в три різні періоди. Перші десять, складені у 337 році і стосуються християнського життя та церковного порядку. Вони передували гонінням на християн. Демонстрації 11–22 були створені в розпал переслідувань, у 344 році. Деякі з них торкаються тих же питання що і попередні, інші - зосереджуються на апокаліптичних темах. Чотири Демонстрації стосуються юдаїзму. Схоже, що в перській церкві подекуди існував рух за те, щоб або стати євреями та повернутися до юдаїзму, або принаймні включити єврейські елементи в християнство. Афрахат висловлює свою позицію, пояснюючи значення символів обрізання, Песаха та Шабату. Двадцять третя Демонстрація виходить за межі алфавітної системи ранніх творів та імовірно створена трохи пізніше, можливо, під завершення життя автора. Вона використовує символіку винограду, взяту з Книги Ісаї (розділ 65) та інших місць, як натяк. У ній розповідається як відбувалося виконання обіцянки приходу Месії від часів Адама до Христа. Афрахат ніколи не відходить занадто далеко від Біблії в Демонстраціях, він не захоплюється філософствуванням. Усі його євангельські цитати, схоже, взяті з Діатессарону, зведеного воєдино тексту 4 євангелій, яким користувалися в церкві того часу. Спосіб тлумачення Біблії Афрахатом разюче подібний до того, що використовувся рабинськими академіями Вавилону в той час. На його високе положення в церкві вказує 14-та демонстрація, що являє собою лист який Афрахат пише від імені місцевих єпископів до столочного духовенства.
У 5-ій демонстрації Афрахат займається есхатологією. Він дає своє тлумачення образів наведених у 7 главі книги Даниїла і стверджує що перший звір то Вавилон, другий — Мідія і Персія, третій - Македонська імперія Александра Великого. Чотири голови третього звіра називає чотирма наступниками Александра. Четвертий же звір і десять рогів його трактувався Афрахатом як збірний образ для численних подальших наступників Александра включно з деякими римськими імператорами.

## Переклади
Спочатку «Демонстрації» були написані сирійською, але доволі швидко з'явилися переклади й іншими мовами. Вірменська версія була опублікована на широкий загал Антонеллі в 1756 році і містить лише 19 проповідей. Їх автором помилково був вказаний Яків Нізібійський. Існують переклади грузинською та геезською мовами. Деякі з демонстрацій були перекладені арабською, але їх автором помилково вказаний Єфрем Сирин.

## Порядок і тематика Демонстрацій
"Демонстрації" 1–10 імовірно були написані з 336 оп 337 роки
1. Демонстрація на віру
2. Демонстрація на благодійність
3. Демонстрація на піст
4. Демонстрація на молитву
5. Демонстрація на тему війн
6. Демонстрація на учасників завіту
7. Демонстрація на грішників
8. Демонстрація на воскресіння
9. Демонстрація на смирення
10. Демонстрація на пасторів
Демонстрації 11–22 імовірно були написані у 344 році
11. Демонстрація на обрізання
12. Демонстрація на Пасху
13. Демонстрація на суботство
14. Демонстрація на проповідування
15. Демонстрація на різноманітні страви
16. Демонстрація на заклик до язичників
17. Демонстрація на Ісуса Месію
18. Демонстрація на цноту
19. Демонстрація на розпорошення Ізраїлю
20. Демонстрація на милостиню
21. Демонстрація на переслідування
22. Демонстрація на тему смерті та останніх днів
23. Демонстрація щодо винограду — імовірно, була написана взимку з 344 на 345 рік.